# ارمنستان در مسابقه آواز یوروویژن ۲۰۲۳
ارمنستان در مسابقه آواز یوروویژن ۲۰۲۳ که در شهر لیورپول انگلستان برگزار شد، با ترانه‌ای به نام "Future Lover" حضور یافت. این اثر توسط خواننده و ترانه‌سرای جوان و مستعد ارمنی، بریونت، نوشته و اجرا شد. بریونت با صدای خاص و اجرای احساسی‌اش، توانست توجه‌ها را به خود جلب کند. این ترانه ترکیبی از سبک موسیقی پاپ مدرن و عناصری شاعرانه بود که احساسات عمیقی را به مخاطب منتقل می‌کرد.
شبکه تلویزیونی عمومی ارمنستان (AMPTV)، به‌عنوان نماینده رسمی این کشور در یوروویژن، بریونت را از طریق انتخاب داخلی برگزید. این تصمیم در تاریخ ۱ فوریه ۲۰۲۳ اعلام شد. این روش انتخاب معمولاً زمانی انجام می‌شود که کشور بخواهد نماینده‌ای با تجربه یا اثری خاص و منحصربه‌فرد را بدون برگزاری مسابقه ملی معرفی کند.
ترانه "Future Lover" در تاریخ ۱۵ مارس ۲۰۲۳ به‌طور رسمی منتشر شد و بازخوردهای مثبتی از سوی طرفداران یوروویژن و منتقدان موسیقی دریافت کرد. محتوای ترانه به موضوعات عمیق عشق و امید می‌پرداخت و پیام مثبتی را دربارهٔ آینده و احساسات بشری منتقل می‌کرد. اجرای بریونت با سبک مینیمال و احساسی بر روی صحنه، فضایی منحصربه‌فرد ایجاد کرد که به ماندگار شدن حضور ارمنستان در این دوره از مسابقه کمک کرد.
این ترانه به نمایندگی از ترکیب موسیقی مدرن و فرهنگ ارمنی، نشان‌دهنده توانایی این کشور در ارائه آثاری بود که هم‌زمان هم جهانی و هم محلی هستند. اجرای بریونت نه تنها لحظه‌ای هنری برای ارمنستان بود، بلکه یادآور قدرت تأثیر موسیقی در برقراری ارتباط با مخاطبان از فرهنگ‌ها و زبان‌های مختلف نیز شد.

## تاریخچه

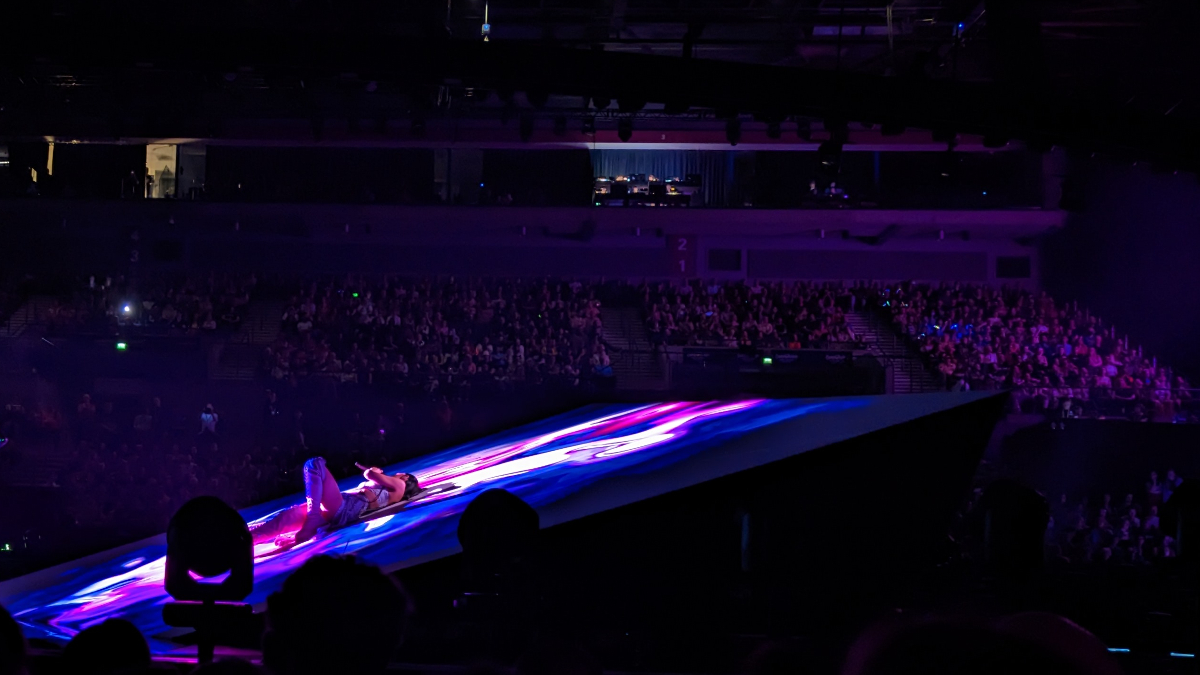
بریونت در حین تمرین قبل از نیمه نهایی دوم

تا پیش از مسابقه یوروویژن ۲۰۲۳، ارمنستان از سال ۲۰۰۶ چهارده بار در این رقابت‌ها شرکت کرده بود. بهترین عملکرد این کشور تا آن زمان، کسب مقام چهارم بود که دو بار یک بار در سال ۲۰۰۸ با آهنگ "کله کله" به اجرای سیروشو و بار دیگر در سال ۲۰۱۴ با آهنگ تنها نیستی" به اجرای آرام ام‌پی۳ به دست آمد. ارمنستان در سه دوره از مسابقات (۲۰۱۱، ۲۰۱۸ و ۲۰۱۹) نتوانست به مرحله نهایی صعود کند. علاوه بر این، این کشور دو بار به طور موقت یک بار در سال ۲۰۱۲ به دلیل تنش‌های طولانی مدت با کشور میزبان، آذربایجان، و بار دیگر در سال ۲۰۲۱ به علت اعتراضات ۲۰۲۰–۲۰۲۱ ارمنستان پس ازجنگ دوم قره‌باغ از شرکت در مسابقات انصراف داد. در سال ۲۰۲۲، ارمنستان با آهنگ "اسنپ" به اجرای رزا لین به مسابقات بازگشت و به مرحله نهایی راه یافت و در نهایت رتبه بیستم را کسب کرد.
پخش کننده ملی ارمنستان، تلویزیون عمومی ارمنستان، این رویداد را در ارمنستان پخش می‌کند و فرایند انتخاب برای ورود این کشور را سازماندهی می‌کند. ارمنستان ۱ قصد خود را برای شرکت در مسابقه آهنگ یوروویژن ۲۰۲۳ در ۲۰ اکتبر ۲۰۲۲ تأیید کرد. ارمنستان در گذشته از روش‌های مختلفی برای انتخاب شرکت استفاده کرده است، مانند انتخاب‌های داخلی و فینال زنده تلویزیونی ملی برای انتخاب مجری، آهنگ یا هر دو برای رقابت در یوروویژن. بین سال‌های ۲۰۱۴ تا ۲۰۱۶ و همچنین در سال‌های ۲۰۱۹ و ۲۰۲۲، این تلویزیون به صورت داخلی هم هنرمند و هم آهنگ را انتخاب کرد، در حالی که فینال ملی Depi Evratesil در سال‌های ۲۰۱۷، ۲۰۱۸ و ۲۰۲۰ برگزار شد. برای سال ۲۰۲۳، این تلویزیون تصمیم گرفت به روش انتخاب داخلی برای نماینده ارمنستان ادامه دهد.

## قبل از یوروویژن
شرکت کننده ارمنی برای مسابقه آواز یوروویژن ۲۰۲۳ به صورت داخلی توسط ارمنستان ۱ انتخاب شد. در ۲۵ ژانویه ۲۰۲۳، رسانه‌های ارمنی گزارش دادند که بریونت برای نمایندگی این کشور با یک آهنگ به سبک آراندبی انتخاب شده است. در ۱ فوریه ۲۰۲۳، ارمنستان ۱ رسماً تأیید کرد که بریونت نماینده ارمنستان در مسابقه آواز یوروویژن ۲۰۲۳ خواهد بود. آهنگ او، " عاشق آینده "، در ۱۵ مارس ۲۰۲۳، همراه با یک موزیک ویدئو که برای اولین بار در کانال رسمی یوروویژن یوتیوب منتشر شد، منتشر شد. کارگردانی این ویدئو بر عهده آراماییس هایراپتیان است.